# Eurizzazione
     Eurozona
     Nazioni extra EU adottanti dell'euro
     Valute ancorate all'euro
     Valute ancorate all'euro all'interno di una banda ristretta
     Stati Uniti
     Nazioni extra USA che adoperano il dollaro
     Valute ancorate al dollaro
     Valute ancorate al dollaro all'interno di una banda ristretta

Utilizzo mondiale dell'euro e dollaro USA
Eurozona
Nazioni extra EU adottanti dell'euro
Valute ancorate all'euro
Valute ancorate all'euro all'interno di una banda ristretta
Stati Uniti
Nazioni extra USA che adoperano il dollaro
Valute ancorate al dollaro
Valute ancorate al dollaro all'interno di una banda ristretta

Il termine eurizzazione, derivato dall'analogo termine "dollarizzazione", indica l'adozione dell'euro da parte di uno stato terzo che non fa parte di quei paesi dell'Unione europea che hanno adottato l'euro come moneta nazionale.

## Divieto di eurizzazione per paesi membri dell'UE
La Banca centrale europea ha espresso la propria opposizione all'adozione dell'euro, in via unilaterale, da parte di quei paesi che sono già membri dell'Unione europea ma non sono ancora stati ammessi nell'unione monetaria. Questo perché potrebbe essere uno stratagemma per saltare le tappe che ogni paese membro deve superare per entrare effettivamente nell'eurozona.
Tale posizione espressa dalla Banca Centrale Europea è stata assunta a seguito dell'ipotesi avanzata dal Fondo Monetario Internazionale di adozione, in via unilaterale, di tale moneta da parte di alcuni paesi dell'est dell'UE.
Anche alcuni politici conservatori islandesi, nei mesi precedenti alla grande recessione, hanno proposto di adottare unilateralmente l'euro.

## Paesi eurizzati o in regime di comitato monetario con l'euro
Attualmente vi sono diverse valute agganciate (usualmente indicate come "pegged") all'euro con bande di fluttuazione limitate dalle rispettive banche centrali. 
A questi si aggiungono due stati che hanno sostituito completamente la loro moneta nazionale con l'euro e adottato quest'ultima come unica moneta di scambio nazionale: il Montenegro e il Kosovo.
Andorra ha utilizzato l'euro senza nessun trattato con l'Unione europea, prima di firmare un trattato nel 2011 che permette la coniazione di monete euro andorrane dal 2014.
Il Marco bosniaco è la valuta della Bosnia ed Erzegovina ed era fisso ad un marco tedesco in base all'accordo di Dayton; conseguentemente, con l'introduzione dell'euro, il marco bosniaco fu fissato ad un cambio di 1,95583 per euro.
La Corona danese, in quanto parte dell'ERM II, è tenuta a rispettare una banda del ±15%, tuttavia la Danimarca si è impegnata a rispettare una banda di fluttuazione più stretta, del 2,25%.
| | Paese | Codice | Valuta                       | Tasso di cambio centrale | Agganciato dal  | Banda di fluttuazione | Precedentemente agganciato al          |
| --- | --- | ------ | ---------------------------- | ------------------------ | --------------- | --------------------- | -------------------------------------- |
| Bosnia ed Erzegovina (bandiera) | Bosnia ed Erzegovina | BAM    | Marco bosniaco               | 1,955830                 | 1º gennaio 1999 | 0,00%                 | Marco tedesco (dal 21 novembre 1995)   |
| Bulgaria (bandiera) | Bulgaria | BGN    | Lev bulgaro                  | 1,955830                 | 1º gennaio 1999 | 0,00%                 | Marco tedesco (dal 1997)               |
| Comore (bandiera) | Comore | KMF    | Franco delle Comore          | 491,9678                 | 1º gennaio 1999 | 0,00%                 | Franco francese (dal 23 novembre 1979) |
| Danimarca (bandiera) | Danimarca | DKK    | Corona danese                | 7,460380                 | 1º gennaio 1999 | 2,25% (de facto 0,5%) | ECU (SME/AEC, dal 15 luglio 1988)      |
| Capo Verde (bandiera) | Capo Verde | CVE    | Escudo capoverdiano          | 110,2650                 | 1º gennaio 1999 | 0,00%                 | Escudo portoghese (da metà 1998)       |
| Marocco (bandiera) | Marocco (inc. Sahara Occidentale) | MAD    | Dirham marocchino            | ≈ 10,0                   | 1º gennaio 1999 | –                     |                                        |
| São Tomé e Príncipe (bandiera) | São Tomé e Príncipe | STD    | Dobra di São Tomé e Príncipe | 24,500                   | 1º gennaio 2010 | 0,00%                 |                                        |
| Benin (bandiera) · Burkina Faso (bandiera) · Guinea-Bissau (bandiera) · Costa d'Avorio (bandiera) · Mali (bandiera) · Niger (bandiera) · Senegal (bandiera) · Togo (bandiera) | Unione economica e monetaria ovest-africana; Benin Burkina Faso Guinea-Bissau Costa d'Avorio Mali Niger Senegal Togo                     | XOF    | Franco CFA ovest             | 655,9570                 | 1º gennaio 1999 | 0,00%                 | Franco francese (dal 17 ottobre 1948)  |
| Camerun (bandiera) · Rep. Centrafricana (bandiera) · Ciad (bandiera) · Rep. del Congo (bandiera) · Guinea Equatoriale (bandiera) · Gabon (bandiera)                           | Comunità economica e monetaria dell'Africa centrale; Camerun Repubblica Centrafricana Chad Repubblica del Congo Guinea equatoriale Gabon | XAF    | Franco CFA centrale          | 655,9570                 | 1º gennaio 1999 | 0,00%                 | Franco francese (dal 17 ottobre 1948)  |
| Polinesia francese (bandiera) · Nuova Caledonia (bandiera) · Wallis e Futuna (bandiera)                                                                                       | XPF currency union; Polinesia francese Nuova Caledonia Wallis e Futuna                                                                   | XPF    | Franco CFP                   | 119,3317                 | 1º gennaio 1999 | 0,00%                 | Franco francese (dal 21 ottobre 1949)  |

## Il franco svizzero
La banca nazionale svizzera, tra il 6 settembre 2011 e il 15 gennaio 2015, aveva fissato unilateralmente la quota minima di cambio del franco svizzero a 1,20 contro l'euro, con lo scopo di bloccare la continua rivalutazione e le conseguenze spinte deflazionistiche sul franco, cercando così di aiutare le esportazioni dalla Svizzera. Tale regime, impedendo svalutazioni dell'euro rispetto al franco svizzero sotto la soglia prefissata, unito alla tendenza dei mercati che impediva significative rivalutazioni dell'euro, aveva agganciato de facto il franco svizzero all'euro, limitando notevolmente la fluttuazione del tasso di cambio.
Nel gennaio 2015, dopo avere negato per alcune settimane che avrebbe intrapreso ulteriori provvedimenti, la BNS (Banca Nazionale Svizzera) ha rimosso il cosiddetto cap, cioè la soglia minima di cui sopra; il franco svizzero è stato lasciato libero di fluttuare secondo le leggi di mercato, ma la sorpresa ha fatto sì che in giornata fosse segnata una quota minima di 0,8544 per poi chiudere intorno a 1,10.